# Chaturaji
| Começo de um tabuleiro de xadrez. | a        | b        | c        | d        | e                | f                        | g                  | h                         |                             |
| 8                                 | sy em a8 | py em b8 |          |          | rei preto em e8  | bispo preto virado em f8 | cavalo preto em g8 | cavalo preto virado em h8 | 8                           |
| 7                                 | ny em a7 | py em b7 |          |          | peão preto em e7 | peão preto em f7         | peão preto em g7   | peão preto em h7          | 7                           |
| 6                                 | ey em a6 | py em b6 |          |          |                  |                          |                    |                           | 6                           |
| 5                                 | ky em a5 | py em b5 |          |          |                  |                          |                    |                           | 5                           |
| 4                                 |          |          |          |          |                  |                          | pr em g4           | kr em h4                  | 4                           |
| 3                                 |          |          |          |          |                  |                          | pr em g3           | er em h3                  | 3                           |
| 2                                 | pg em a2 | pg em b2 | pg em c2 | pg em d2 |                  |                          | pr em g2           | nr em h2                  | 2                           |
| 1                                 | sg em a1 | ng em b1 | eg em c1 | kg em d1 |                  |                          | pr em g1           | sr em h1                  | 1                           |
|                                   | a        | b        | c        | d        | e                | f                        | g                  | h                         | Fim do tabuleiro de xadrez. |

Chaturaji (significa "quatro reis", também conhecido como "Choupat", IAST Caupāṭ, AFI: [cawpaːʈ]) é um jogo para quatro jogadores semelhante ao xadrez. Foi descrito em detalhes como circa em 1030 por Biruni em seu livro India. Originalmente este era um jogo de sorte: as peças a serem movidas eram decididas rolando dois dados. Uma variante sem dados do jogo era jogada ainda próximo ao século XIX.

## História
O Mahabharata contém referências a um jogo que pode ser o Chaturaji:
No entanto, não há certeza se o jogo mencionado é realmente um jogo semelhante ao Xadrez como o Chaturaji, ou um jogo de corrida como o Pachisi.
Capitão Cox e o professor Forbes colocaram uma teoria (a teoria Cox-Forbes), que diz que o Chaturaji é um predecessor do Chaturanga e, portanto, ancestral do Xadrez moderno. Uma versão ainda mais forte desta teoria foi levantada pelo Prof. Stewart Culin. No entanto, esta teoria foi rejeitada por Murray, com apoio de estudiosos modernos.

## Regras

### Movimento das peças
| Começo de um tabuleiro de xadrez. | a | b | c | d          | e | f                         | g | h          |                             |
| 8                                 |   |   |   | cruz em d8 |   |                           |   | cruz em h8 | 8                           |
| 7                                 |   |   |   |            |   |                           |   |            | 7                           |
| 6                                 |   |   |   |            |   | cavalo preto virado em f6 |   |            | 6                           |
| 5                                 |   |   |   |            |   |                           |   |            | 5                           |
| 4                                 |   |   |   | cruz em d4 |   |                           |   | cruz em h4 | 4                           |
| 3                                 |   |   |   |            |   |                           |   |            | 3                           |
| 2                                 |   |   |   |            |   |                           |   |            | 2                           |
| 1                                 |   |   |   |            |   |                           |   |            | 1                           |
|                                   | a | b | c | d          | e | f                         | g | h          | Fim do tabuleiro de xadrez. |

O jogo é realizado com peças de quatro cores diferentes como mostra o diagrama. Cada jogador tem quatro peças na primeira fileira e quatro peões na frente deles na segunda fileira. As quatro peças são o rei, o elefante, o cavalo e o barco (ou nave em algumas fontes). O rei e o cavalo movem-se como no xadrez, o elefante move-se como a torre (vertical/horizontal). O barco corresponde ao bispo do xadrez moderno, mas com menor alcance, como o alfil no Xatranje. O barco move-se dois quadrados na diagonal em qualquer direção como mostra o diagrama, pulando sobre o primeiro quadrado da mesma diagonal. Note a diferença em relação à maioria dos jogos antigos semelhantes ao xadrez, onde é o elefante que normalmente corresponde ao bispo do xadrez moderno.
O peão também se move como no xadrez, mas não tem a opção do movimento duplo inicial. Os peões de cada um dos quatro jogadores movem-se e capturam em direções diferentes, de acordo com a posição inicial de cada um. Por exemplo, os peões vermelhos que começam na fileira "G" movem-se para a esquerda através do tabuleiro, promovendo-se na fileira "A".
As regras de promoção dos peões também são diferentes; podendo promover-se a peça que começa naquela mesma fileira do quadrado onde ele se promove (incluindo o rei), e esta promoção só pode acontecer se aquela peça já tiver sido capturada.

### Triunfo do barco
| Começo de um tabuleiro de xadrez. | a | b | c        | d                         | e          | f | g | h |                             |
| 8                                 |   |   |          |                           |            |   |   |   | 8                           |
| 7                                 |   |   |          |                           |            |   |   |   | 7                           |
| 6                                 |   |   |          |                           |            |   |   |   | 6                           |
| 5                                 |   |   |          | sr em d5                  | cruz em e5 |   |   |   | 5                           |
| 4                                 |   |   |          | cavalo preto virado em d4 | sy em e4   |   |   |   | 4                           |
| 3                                 |   |   | sg em c3 |                           |            |   |   |   | 3                           |
| 2                                 |   |   |          |                           |            |   |   |   | 2                           |
| 1                                 |   |   |          |                           |            |   |   |   | 1                           |
|                                   | a | b | c        | d                         | e          | f | g | h | Fim do tabuleiro de xadrez. |

Quando um barco se move de maneira que um quadrado de 2x2 barcos seja formado, ele captura todos os barcos dos outros três jogadores (ver diagrama). Esta regra é chamada triunfo do barco.

### Lançamento de dado
Em cada turno dois dados são lançados. Normalmente um dado de quatro lados em forma de bastão era usado. Aos jogadores era permitido jogar os dados no ar e pegar de volta, realizando algum controle sobre o resultado. No entanto jogar com o dado cúbico também é possível. As peças a serem movidas são determinadas pelos números dos dados (note que o dado em forma de bastão não tinha os números 1 e 6):
- 1 ou 5 - peão ou rei
- 2 - barco
- 3 - cavalo
- 4 ou 6 - elefante

Em cada turno dois movimentos podem ser realizados, um para cada dado. Duas peças diferentes podem ser movidas uma vez, a mesma peça pode ser movida duas vezes, ou o jogador pode optar por não realizar o movimento determinado por um ou ambos dados (passar a vez).

### Pontuação
Não há cheque ou cheque-mate. O rei pode ser capturado como qualquer outra peça. O objetivo do jogo é conseguir quantos pontos for possível. Consegue-se pontos ao capturar as peças dos oponentes de acordo com a escala abaixo:
- peão - 1
- barco - 2
- cavalo - 3
- elefante - 4
- rei - 5.

São dados 55 pontos ao jogador que conseguir capturar os reis dos outros três jogadores enquanto o seu rei continuar no tabuleiro. Este valor é a soma de pontos de todas as peças dos três exércitos.

## Leituras
- D.B. Pritchard (1994). The Encyclopedia of Chess Variants (p. 48-49). ISBN 0-9524142-0-1.